# 科迪耶斯德孔夫朗
科迪耶斯德孔夫朗（法語：Caudiès-de-Conflent，法語發音：[kodjɛs də kɔ̃flɑ̃] ⓘ，意为“孔夫朗的科迪耶斯”）是法国东比利牛斯省的一个市镇，属于普拉德区。

## 地理
科迪耶斯德孔夫朗（42°34'2"N, 2°9'41"E）面积6.5 平方千米，位于法国奧克西塔尼大區东比利牛斯省，该省份为法国大陆部分最南部的省份，涵盖了北加泰罗尼亚，北起奥德省，西接阿列日省和安道尔，南与西班牙接壤，东临地中海。
与科迪耶斯德孔夫朗接壤的市镇（或旧市镇、城区）包括：拉约、艾瓜泰比亚-塔洛、拉亚戈讷、马特马勒。
科迪耶斯德孔夫朗的时区为UTC+01:00、UTC+02:00（夏令时）。

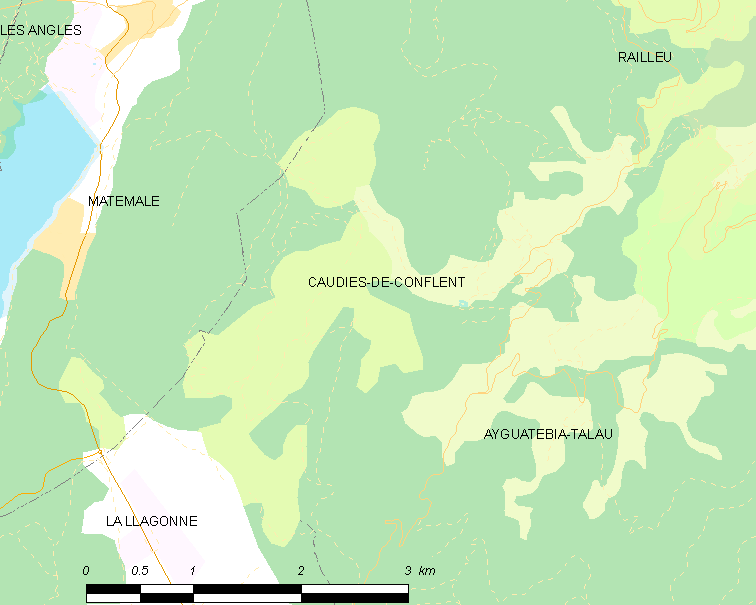
科迪耶斯德孔夫朗的OSM定位图

## 行政
科迪耶斯德孔夫朗的邮政编码为66360，INSEE市镇编码为66047。

## 政治
科迪耶斯德孔夫朗所属的省级选区为加泰罗尼亚比利牛斯县。

## 人口

1962-2008年间科迪耶斯德孔夫朗人口变化图示

科迪耶斯德孔夫朗于2022年1月1日时的人口数量为21人。